# سفید برفی: یک داستان وحشتناک
سفید برفی: یک داستان وحشتناک (به انگلیسی: Snow White: A Tale of Terror) فیلمی فانتزی و ترسناک محصول سال ۱۹۹۷ و به کارگردانی مایکل کوهن است. در این فیلم بازیگرانی همچون سیگورنی ویور، سم نیل، مونیکا کینا، گیل بیلاز، دیوید کنراد، میروسلاو تابورسکی، برایان گلاور، اندرو تیرنان، کریس باوئر و فرانسس کوکا ایفای نقش کرده‌اند.